# Panel mecánico digital
Un panel mecánico digital, o a veces simplemente una pantalla de tablillas, es un visualizador electromecánico digital que puede mostrar textos alfanuméricos intercambiables y que, ocasionalmente, también permite presentar gráficos o imágenes fijos. Se usaban comúnmente en los paneles con los horarios de salidas y llegadas en aeropuertos o estaciones de ferrocarril.
En Italia el dispositivo es conocido como placas Solari, en referencia al fabricante italiano de paneles informativos Solari di Udine, y en los países de Europa Central se utilizaba el término Pragotron por el mismo motivo, pero con respecto al fabricante checo de este nombre.

Los diales mecánicos digitales se usaron en los relojes digitales de consumo conocidos como relojes con pantalla de tablillas en la década de 1970, antes de que se generalizara el empleo de las pantallas numéricas digitales electrónicas.

## Descripción
Cada carácter o elemento gráfico tiene asociada un par de tablillas, en las que aparecen representados caracteres pintados mediante serigrafía. Estas tablillas articuladas sobre un tambor cilíndrico se hacen rotar con precisión para mostrar el carácter o gráfico deseado. Estas pantallas se encontraban en estaciones de ferrocarril y en aeropuertos, donde servían como sistema de información de los horarios de salida o de llegada.
En ocasiones las tablillas eran anchas y podían mostrar palabras completas, aunque también había instalaciones en las que cada tablilla mostraba un solo carácter.
Los paneles con visualizadores flip-disc y las pantallas led se pueden utilizar en lugar de las pantallas de tablillas en la mayoría de las aplicaciones, con la ventaja de que la información que muestran se puede cambiar mediante reprogramación en lugar de tener que cambiar físicamente las tablillas, aunque en general tienen una menor legibilidad. También se pueden actualizar más rápidamente, ya que un dial de tablillas a menudo debe pasar por muchos estados intermedios (o incluso reinicializarse).
Las ventajas de estas pantallas incluyen:
- Alta visibilidad alto y un amplio ángulo de visión en la mayoría de las condiciones de luz.
- Poco o ningún consumo eléctrico mientras la pantalla permanece estática.
- Un sonido de aleteo metálico distintivo llama la atención cuando se actualiza la información.

La Autoridad de Transporte de la bahía de Massachusetts sustituyó sus antiguas placas Solari en las Estaciones Norte y Sur por pantallas led, pero se han diseñado para que emitan un ruido de aleteo generado electrónicamente con el fin de indicar a los pasajeros las actualizaciones de los horarios de embarque en los trenes.
Muchos concursos televisivos de la década de 1970 utilizaron este tipo de pantalla para los tableros de puntuación de los concursantes. Por lo general, el giro de las tablillas se hacía de izquierda a derecha con respecto a un eje vertical, aunque el giro de arriba abajo respecto a un eje horizontal también era frecuente. En las primeras temporadas del concurso de televisión Family Feud se utilizaba una pantalla de tablillas como parte del tablero de juego (las temporadas posteriores utilizaban pantallas digitales más modernas y, finalmente, simplemente utilizaban un gran monitor digital de pantalla plana). El tablero del programa de juegos de la cadena Nickelodeon Make the Grade era un panel con 7x7 diales de tablillas, que se utilizaba para mostrar los temas y los comodines, así como para seguir el progreso de los concursantes. El programa de juegos de televisión Chain Reaction en la cadena Game Show Network incluía pantallas de tablillas simuladas por computadora para mostrar distintos datos del juego.
En Italia, las pantallas de tablillas también se han usado ocasionalmente como indicador del destino de los autobuses urbanos, y en el Reino Unido también estuvieron de moda brevemente a mediados de la década de 1980.

## Usos no informativos
El atractivo estético de estas pantallas es tal, que también se han utilizado en formas puramente artísticas, como en Pedestrian Drama, obras de arte contemporáneas que utilizan esta tecnología de visualización, y el arte de Juan Fontanive, que ha utilizado el mecanismo ampliamente desde 2005.
La portada del álbum We'll Live and Die in These Towns del grupo de rock The Enemy, se basa en el diseño de Solari que se podía ver en las estaciones de tren británicas.

## Galería
|  |  |  |  |  |

|  |  |  |  |  |